# Sphenomorphus transversus
Espèce
Statut de conservation UICN

 DD  : Données insuffisantes
Sphenomorphus transversus est une espèce de sauriens de la famille des Scincidae.

## Répartition
Cette espèce est endémique de l'île de Bougainville en Papouasie-Nouvelle-Guinée.

## Publication originale
- Greer & Parker, 1971 : A new scincid lizard from Bougainville, Solomon Islands. Breviora, no 364, p. 1-11 (texte intégral).